# Eumeniusz (Tamiolakis)
Eumeniusz, imię świeckie Jeorjos Tamiolakis (ur. 26 listopada 1945 w Agios Charalambi) – grecki duchowny prawosławny, od 1994 biskup pomocniczy metropolii Niemiec Patriarchatu Konstantynopolitańskiego.

## Życiorys
Święcenia prezbiteratu przyjął w 1977 r. 15 stycznia 1994 otrzymał chirotonię biskupią.